# Dinah!
Dinah! — студийный альбом американской певицы Дины Вашингтон, выпущенный в 1956 году на лейбле EmArcy Records. Альбом включает в себя смесь джазовых, популярных и блюзовых стандартов того периода, подобранных так, чтобы подчеркнуть стиль вокалистки.

## Отзывы критиков
| Оценки критиков                            | Оценки критиков |
| Источник                                   | Оценка          |
| ------------------------------------------ | --------------- |
| AllMusic                                   | [ 1 ]           |
| The Encyclopedia of Popular Music          | [ 2 ]           |
| The Penguin Guide to Jazz                  | [ 3 ]           |
| The Rolling Stone Jazz & Blues Album Guide | [ 4 ]           |

Стивен Кук из AllMusic так отозвался об альбоме: «Один из многих прекрасных альбомов EmArcy, записанных Диной Вашингтон в 50-х, включает в себя очень приятное сочетание вокальных номеров в medium-tempo и after-hours. На нескольких записях Вашингтон переходит в режим тлеющего и декламирующего блюза, в котором она преуспела, особенно на „All of Me“ и „There’ll Be Some Changes Made“. Демонстрируя свою разносторонность, Вашингтон также блистает относительно простыми поп-номерами, такими как вальсовая версия „Look to the Rainbow“ и непринужденная „Accent on Youth“. Даже здесь проявляется её вокальная мощь, хотя блюзовые фразировки по большей части скрываются. В „A Cottage for Sale“ Вашингтон, кажется, использует все свои вокальные таланты, создавая ослепительную смесь джаза, драматических тональных сдвигов и блюзовых восклицаний, окутанных усталым и меланхоличным тоном, подобающим песне о расставании. Помимо этой жемчужины, другие выдающиеся подборки включают „More Than You Know“ и „Smoke Gets in Your Eyes“».

## Список композиций
1. «Look to the Rainbow» (Йип Харбург, Бертон Лейн) — 2:48
2. «Ill Wind» (Гарольд Арлен, Тед Колер) — 3:39
3. «A Cottage for Sale» (Уиллард Робисон, Ларри Конли) — 3:18
4. «All of Me» (Джеральд Маркс, Сеймур Саймонс) — 3:45
5. «More Than You Know» (Винсент Юманс, Билли Роуз, Эдвард Элиску) — 3:52
6. «There’ll Be Some Changes Made» (Билли Хиггинс, Бентон Оверстрит) — 3:02
7. «Goodbye» (Гордон ДЖенкинс) — 3:21
8. «Willow Weep for Me» (Энн Ронелл) — 3:28
9. «Make Me a Present of You» (Джо Грин) — 3:46
10. «Smoke Gets in Your Eyes» (Отто Харбах, Джером Керн) — 3:24
11. «I Could Have Told You» (Джимми Ван Хьюзен, Карл Сигман) — 3:14
12. «Accent on Youth» (Ви Лоунхерст, Тот Сеймур) — 3:20

Бонус-треки переиздания
1. «What Is This Thing Called Love?» (Коул Портер) — 6:45
2. «The Show Must Go On» (Эл Фриш, Рой Альфред) — 2:27
3. «The Birth of the Blues» (Рэй Хендерсон, Бадди Де Сильва, Лью Браун) — 3:56

## Участники записи
- Альт-саксофон — Херб Геллер
- Аранжировка, дирижёр — Хэл Муни
- Бас-гитара — Китер Беттс
- Вокал — Дайна Вашингтон
- Тенор-саксофон — Джорджи Олд
- Фортепиано — Уинтон Келли
- Ударные — Джимми Кобб